# خريشاتك
خريشاتك (بالأوكرانية: Хрещатик) الشارع الرئيسي في كييف عاصمة أوكرانيا ، بطول - 1.3 كم، الاتجاه - من الشمال الشرقي إلى الجنوب الغربي. يبدأ من الساحة الأوروبية، ويمر عبر ساحة الاستقلال وينتهي بساحة بيسارابيان. أهم الأماكن التي تقع في شارع خريشاتك: مجلس مدينة كييف وإدارة الدولة بمدينة كييف، مكتب البريد الرئيسي، وزارة السياسة الزراعية، لجنة الدولة للتلفزيون والراديو، السوق المركزي، سوق بيساربيان.

## وسائل النقل
- مترو كييف ، محطتين مترو قابليتين للتحويل.
  - محطة (ميدان الاستقلال - خريشاتك) (المسار 2 - المسار 1)
  - محطة (تياترالنا - زلوتي فوروتا) (المسار 1 - المسار 3)

## صور

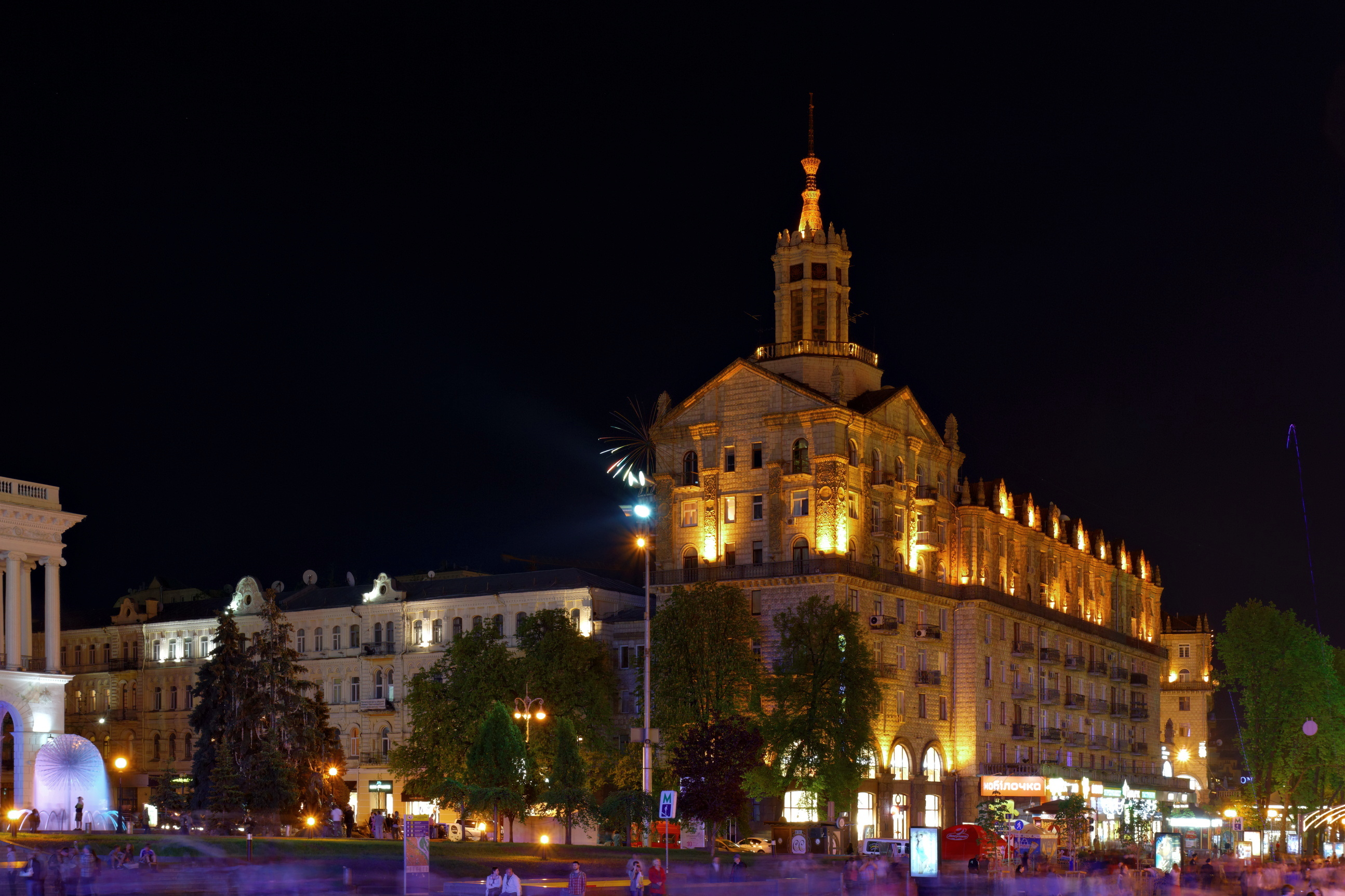
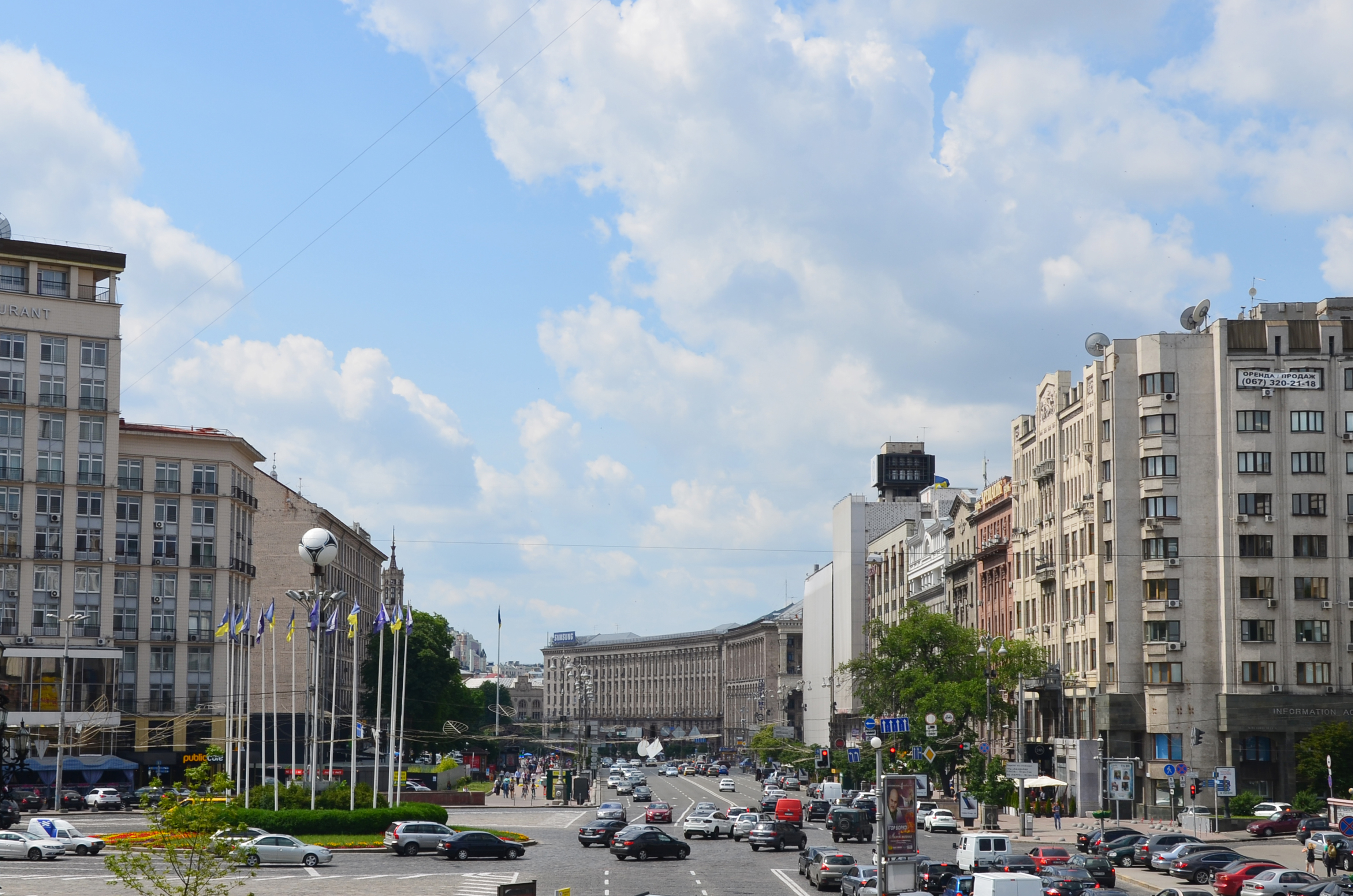
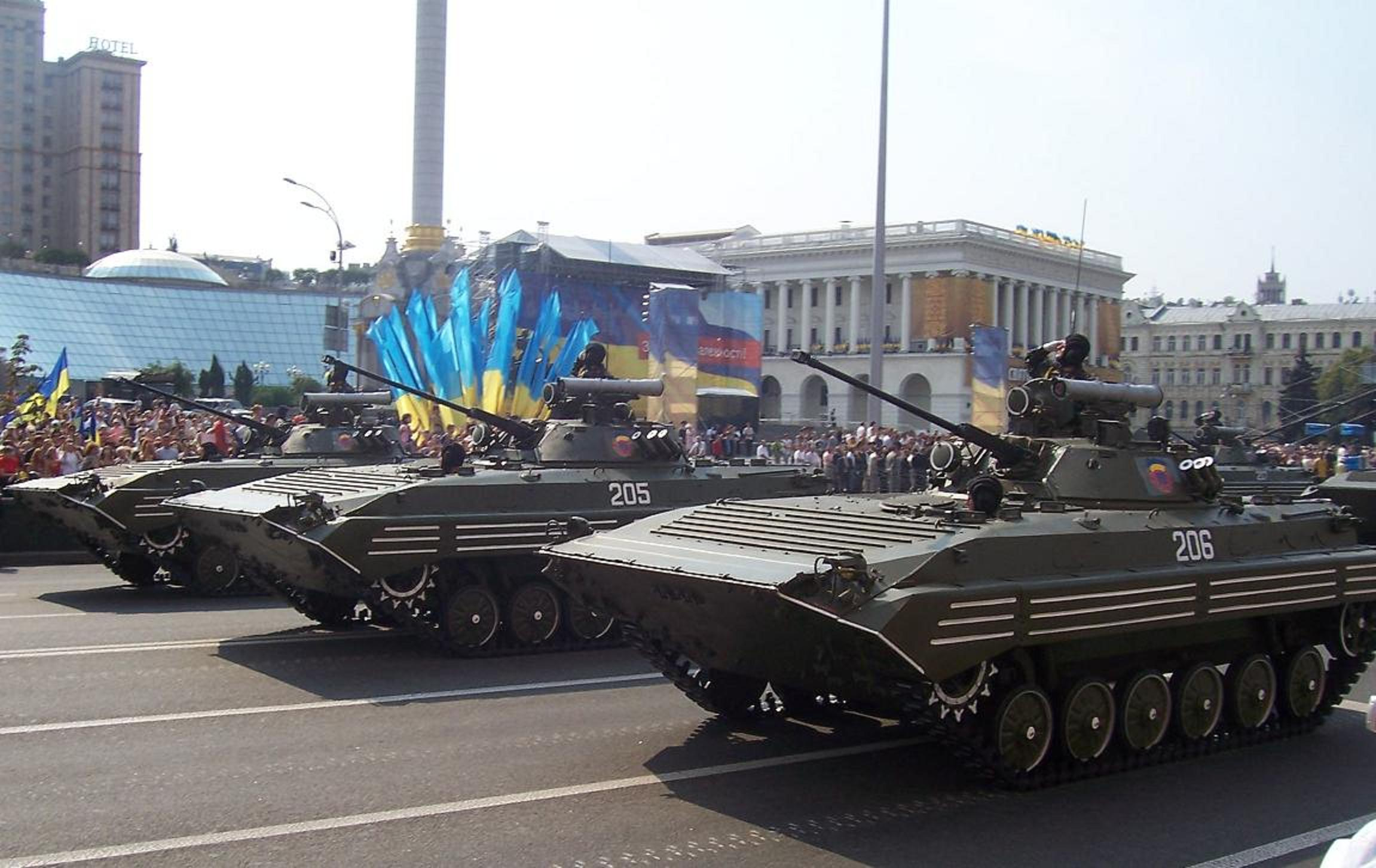
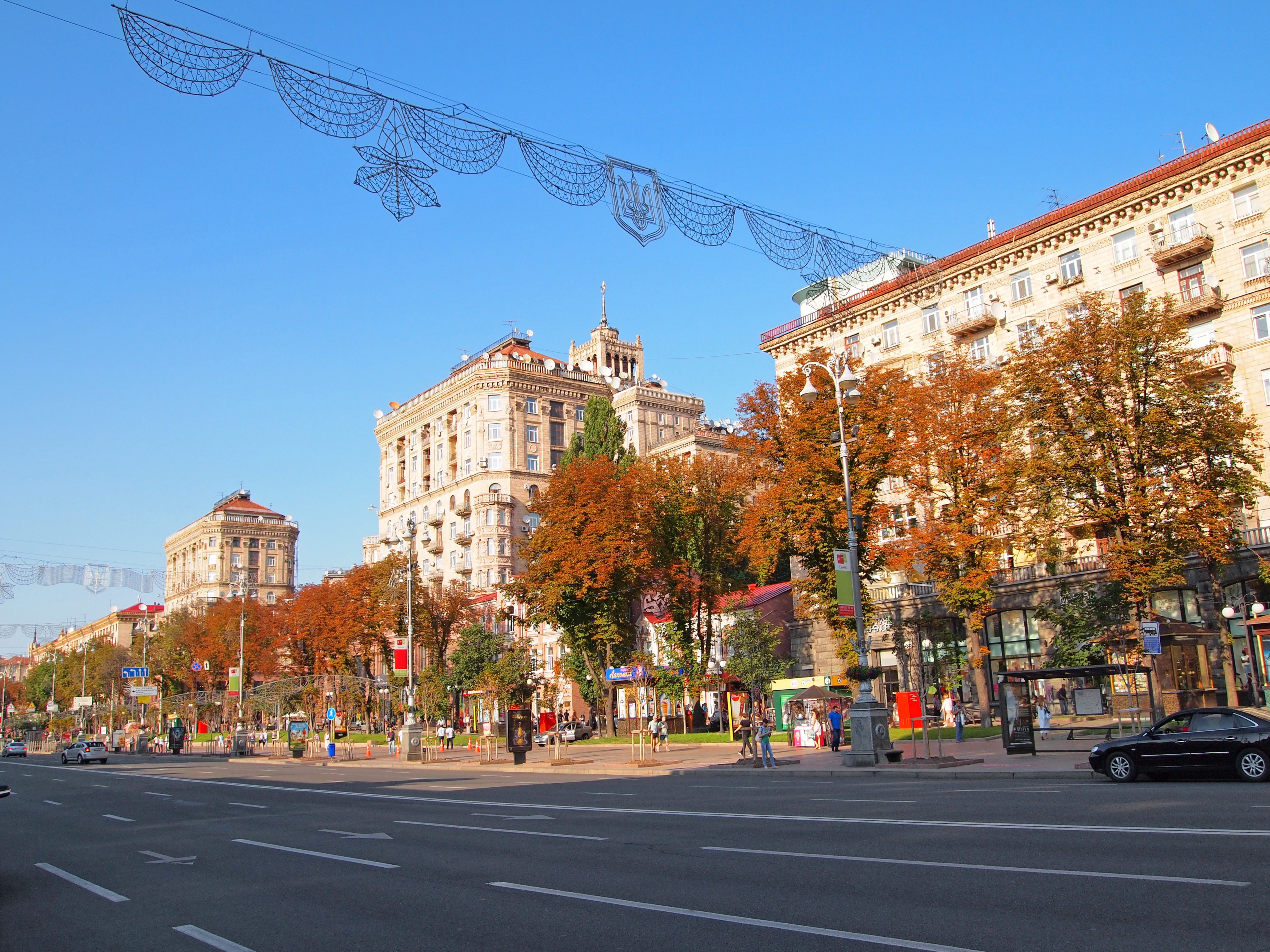
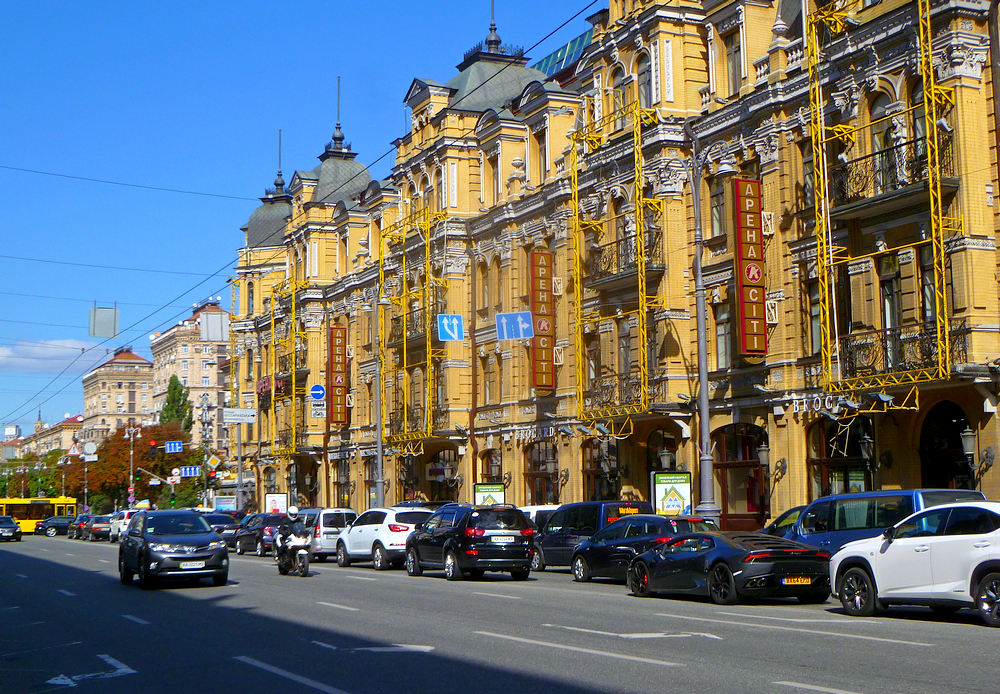
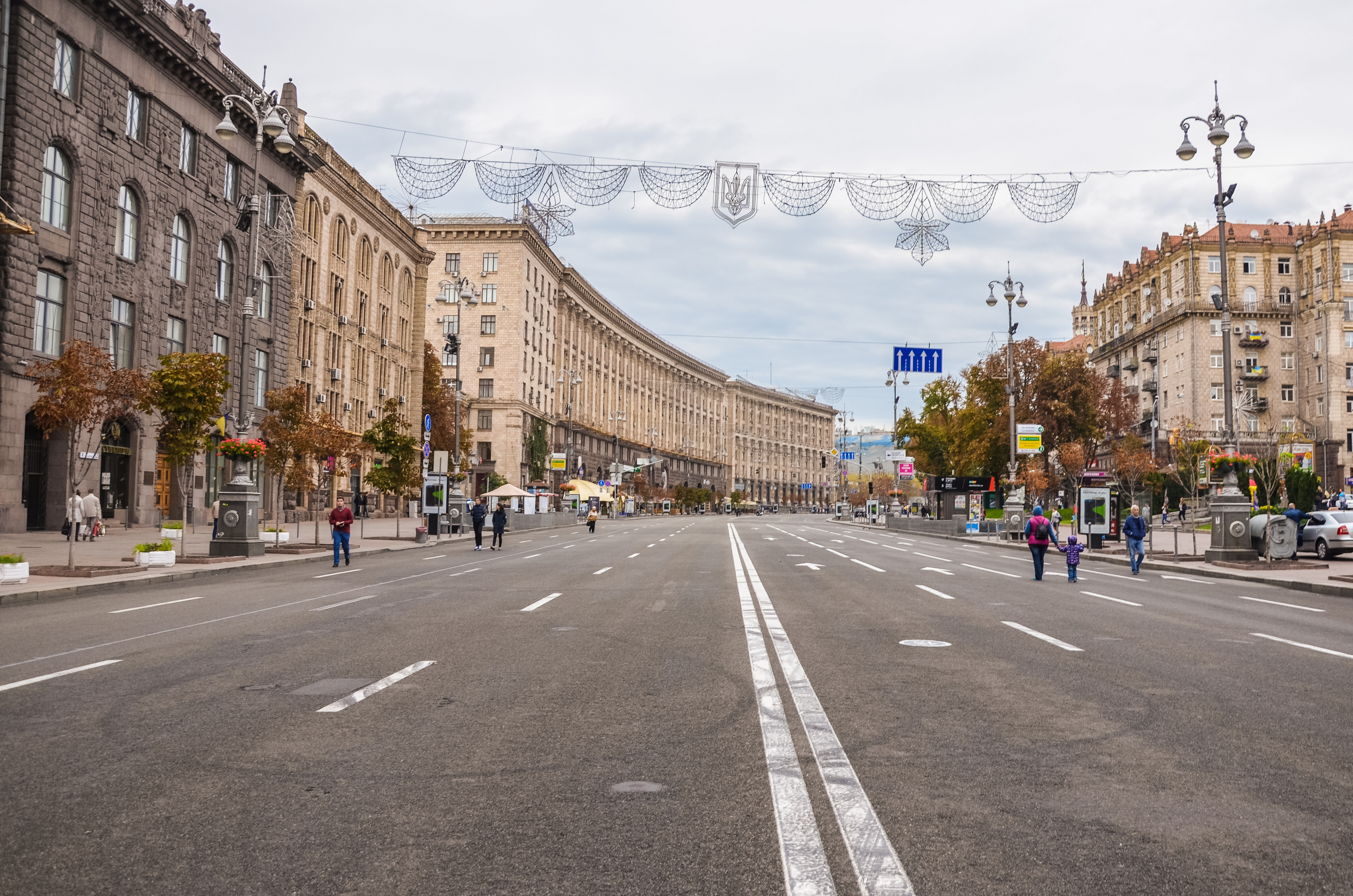

- ملف:Central Kyiv (235456083).jpeg
- ملف:Будинок житловий, вул. Хрещатик, 25.jpg